# Aoraki/Mount Cook (Ort)
Aoraki/Mount Cook ist ein kleiner Ort im Mackenzie District innerhalb des Mount Cook National Parks.

## Geographie
Der Ort liegt rund 16 km südlich des Aoraki/Mount Cook, des höchsten Berges Neuseelands, und befindet sich damit 7 km südlich des Hooker-Gletscher. Der Ort zählte zum Zensus im Jahr 2013 192 Einwohner.

## Der Ort
Das Dorf ist Tourismuszentrum und dient als Ausgangslager für Bergsteiger. Erstes Gebäude des Ortes war das 1884 (44 Jahre nach dem Vertrag von Waitangi) gegründete Hotel The Hermitage. Das Unternehmen gibt es noch heute – das ursprüngliche Gebäude wurde allerdings 1913 bei einer Überschwemmung zerstört. Auf der Terrasse des Hotels wurde die Edmund-Hillary-Statue, zu Ehren des Erstbesteigers des Mount Everest aufgestellt.
Erst in den 1950er und 1960er Jahren wurden weitere Jugendherbergen und Motels angelegt, was zu einem Anstieg der Besucherzahlen führte.